# ルパート・ジャイルズ
ルパート・ジャイルズは、『バフィー 〜恋する十字架〜』に登場する架空の人物。バンパイア・スレイヤーの後見人・ウォッチャー。バフィーの父親的存在。演じた俳優はアンソニー・スチュワート・ヘッド。
第5シーズン以降は非情な面もみせる。
本をこよなく愛している。

## 略歴
元大英博物館の館長。バフィーが高校生のときは図書室司書。第4シーズンではバフィーが通う大学のキャンパス内に居住する。第5シーズンでは魔法関連の店「Magic Box」の店長となる。

## 能力
- 魔術
- 武術

## エピソード

### 第6シーズン
『白紙に戻して』
バフィーの死後の記憶を消そうとしたウィローの魔法により、すべての記憶を失い、ザンダーのフィアンセだったアンヤを自分のフィアンセと思い込む（このとき、アンヤも魔法により記憶を失っていた。この事件の後、ジャイルズはイギリスに帰国する）。その後もバフィーたちが危機に陥ったときはアメリカに入国し、バフィーたちを助ける。
『墓』
Evil Willowと化したウィローを魔術で押さえ込もうとするが失敗する。

### 第8シーズン
『No Future for You』
フェイスに「Evil Slayer club」への潜入を命じる。
『Twilight』
前作『Turburence』でフェイスとともにトワイライトにとらえられていたジャイルズはトワイライトの正体に気づいたことをウィローたちに明かす。しかし、フェイスに以前から気付いていたのではと指摘されてしまう。